# Mus indutus
Mus indutus is een knaagdier uit het geslacht Mus dat voorkomt in Noord- en Midden-Namibië, Botswana, West-Zimbabwe en Noord-Zuid-Afrika. Deze soort komt algemeen voor; af en toe komt een populatie-explosie voor. Er zijn geen serieuze bedreigingen. De soort komt voor in droge savannes en (sub)tropische graslanden.